# Bong
En bong er en type vandpibe, som især benyttes til hashrygning.

## Vandets funktioner i bongen
- Afkølingen: I en bong bliver røgen afkølet af vandet, som nogle gange tilsættes is for yderligere nedkøling af røgen. Selve afkølingen gør røgen nemmere at inhalere, fordi den kolde røg ikke kradser så meget i halsen som uafkølet røg gør.
- Røgfiltrering: Vandet i bongen filtrerer noget tjære og andre affaldsstoffer fra, men ligesom alt andet røg i lungerne, er det ikke yderligere sundt.

| Pibe | Spire Denne artikel om tobaksrygning er en spire som bør udbygges. Du er velkommen til at hjælpe Wikipedia ved at udvide den. |